# Саяхат
Саяхат —  казахстанская авиакомпания, базировавшаяся в Алма-Ате.
АО Авиационная компания «Саяхат» была образована в 1989 году.
Одним из основателей и первым председателем компании был Николай Кузнецов. В 1971-1984 годах начальник управления гражданской авиации Казахстана.
Первоначально компания выполняла полёты на арендованных самолётах. В 1991 году был приобретён первый самолёт.
До 2005 года авиакомпания «Саяхат» выполняла чартерные пассажирские и грузовые авиаперевозки в более чем 50 стран мира.

## Флот
- Ил-76ТД — 4
- Ту-154М — 3